# Окасек, Рик
Рик Ока́сек (англ. Ric Ocasek, имя при рождении Ричард Теодор Окасек, англ. Richard Theodore Otcasek; 23 марта 1944, Балтимор — 15 сентября 2019, Нью-Йорк) — американский музыкант и музыкальный продюсер.
Наиболее известен как лидер, вокалист, ритм-гитарист группы The Cars и автор песен группы. Кроме того, за годы своей музыкальной карьеры продюсировал множество других исполнителей.

## Биография
Окасек родился 23 марта 1944 года и вырос в Балтиморе, штат Мэриленд. Когда ему было 16 лет, его семья переехала в Кливленд, штат Огайо, где его отец работал системным аналитиком в НАСА в Научно-исследовательский центр. Окончил среднюю школу в 1963 году. Учился в Государственном университете Боулинг Грин, но бросил учебу, чтобы продолжить музыкальную карьеру.
В 1968 году вместе Бенджамином Орром основал группу под названием ID Nirvana. Они выступали в Университете штата Огайо и его окрестностях.
В начале 1970-х годов они основали в Бостоне фолк-рок-группу под названием Milkwood. В начале 1973 года они выпустили альбом How’s the Weather на Paramount Records.
Где-то в середине 1980-х годов, во времена популярности своей группы The Cars, начал встречаться с моделью Полиной Поризковой (на которой он в итоге женился) и стал популярным персонажем статей в таблоидах.
Окасек был одним из основателей группы «The Cars», записав множество хитов с 1978 по 1988 год. Он играл на ритм-гитаре и исполнял вокал в большинстве песен. В 2010 году Окасек воссоединился с участниками The Cars, чтобы записать первый за 24 года альбом под названием Move Like This, который был выпущен 10 мая 2011 года.
Также издал несколько сольных альбомов. Например, второй (This Side of Paradise, 52-е место в Billboard 200) вышел в 1986 году, после чего он вернулся к группе «The Cars» и издал с ней ещё два альбома, Door to Door (1987) и Move Like This (2011).
В 2018 году группа попала в Зал славы рок-н-ролла. Тогда же Поризкова сообщила, что они с Окасеком расстались после 28 лет брака.
Рик Окасек умер 15 сентября 2019 года в Нью-Йорке.

## Дискография
- См. статью «Ric Ocasek § Discography» в английском разделе.